# Iwan Hruschezkyj

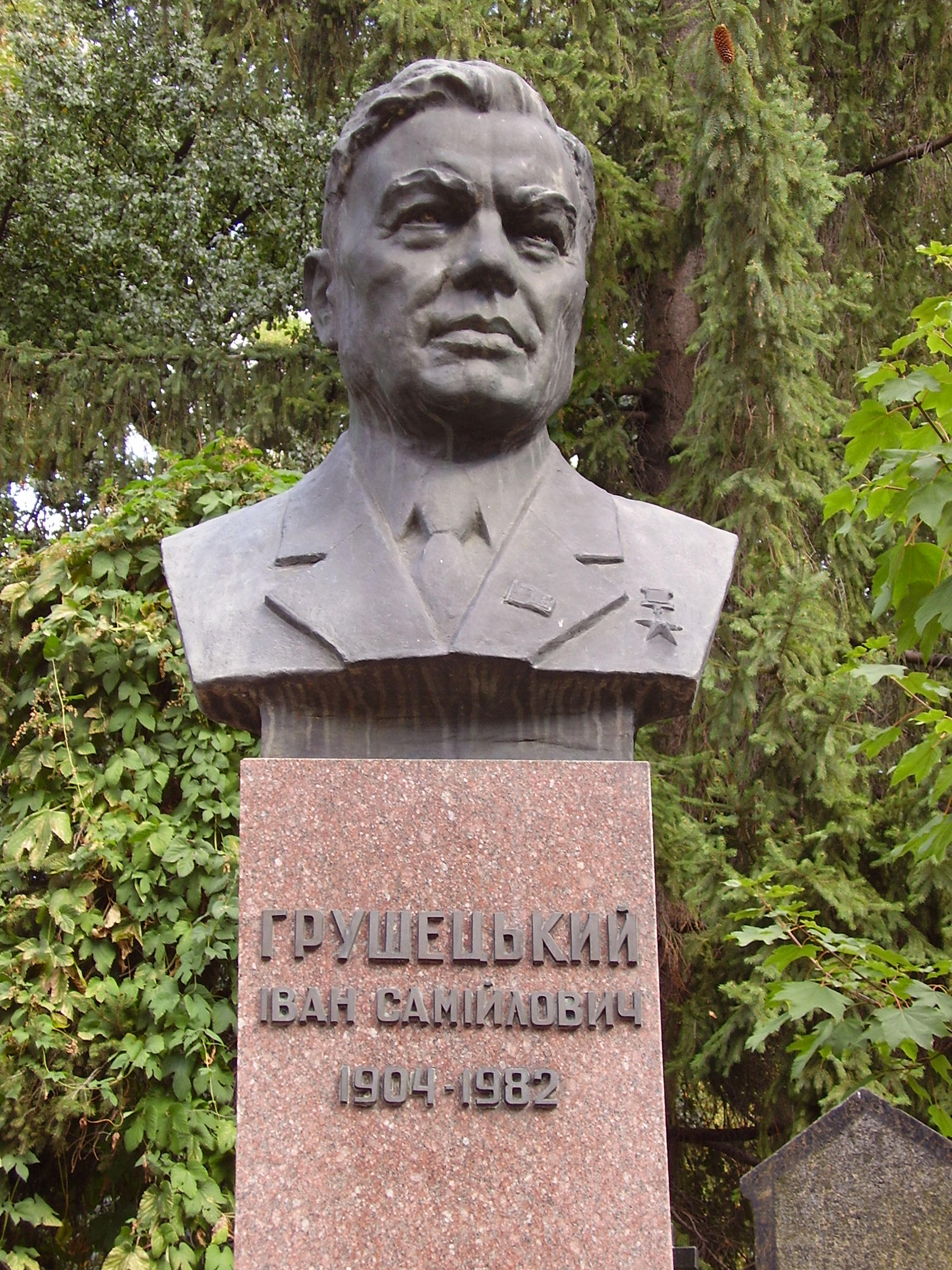
Grabmal von Hruschezkyj auf dem Baikowe-Friedhof

Iwan Samijlowytsch Hruschezkyj (* 9. Septemberjul. / 22. September 1904greg. in Komyschuwacha, Gouvernement Jekaterinoslaw, Russisches Kaiserreich; † 26. November 1982 in Kiew, Ukrainische SSR) war ein ukrainischer und sowjetischer Politiker.

## Lebenslauf
Hruschezkyj wurde 1904 in eine Bauernfamilie in der heutigen Siedlung städtischen Typs Komyschuwacha in der ukrainischen Oblast Saporischschja geboren.
Hruschezkyj trat 1928 der Kommunistischen Allunions-Partei (Bolschewiki) (WKP(B)), der späteren KPdSU, bei. Im Deutsch-Sowjetischen Krieg zwischen 1941 und 1944 war er Mitglied des Militärrates verschiedener Armeen der Roten Armee im Rang eines Generalmajors. Nach dem Krieg setzte er seine Parteikarriere fort und war 
zuletzt, in Nachfolge von Oleksandr Ljaschko, vom 8. Juni 1972 bis zum 24. Juni 1976 Vorsitzender des Obersten Sowjets der Ukrainischen Sozialistischen Sowjetrepublik.
Hruschezkyj ging 1976 in den Ruhestand und wurde von Oleksij Watschenko abgelöst. Er starb in Kiew und wurde auf dem Baikowe-Friedhof in Kiew beerdigt.

## Ehrungen
1945 erhielt Hruschezkyj den Orden des Vaterländischen Krieges ersten Grades. 
1974 wurde ihm der Titel Held der sozialistischen Arbeit verliehen. 1976 erhielt er den Orden des Roten Banners der Arbeit.
Des Weiteren erhielt er fünfmal den Lenin-Orden, einmal den Orden der Oktoberrevolution und zweimal den Rotbannerorden.